# Campeonato Mundial de Esgrima de 1954
El XXIV Campeonato Mundial de Esgrima se celebró en Luxemburgo (Luxemburgo) en 1954 bajo la organización de la Federación Internacional de Esgrima (FIE) y la Federación Luxemburguesa de Esgrima.

## Medallistas

### Masculino
| Evento              | Oro | Plata | Bronce                                                                                                   |
| ------------------- | --- | --- | --- |
| Florete individual  | Christian d'Oriola Francia                                                                                                  | Edoardo Mangiarotti · Italia                                                                                    | Giancarlo Bergamini · Italia                                                                             |
| Florete por equipos | Giancarlo Bergamini · Manlio Di Rosa · Roberto Ferrari · Edoardo Mangiarotti · Renzo Nostini · Antonio Spallino · Italia    | Claude Bancilhon René Cintrat Roger Closset Christian d'Oriola Claude Netter Adrien Rommel Francia              | Aladár Gerevich József Gyuricza József Marosi Endre Palócz Bertalan Szőcs Endre Tilli Hungría            |
| Espada individual   | Edoardo Mangiarotti · Italia                                                                                                | Carlo Pavesi · Italia                                                                                           | Franco Bertinetti · Italia                                                                               |
| Espada por equipos  | Giorgio Anglesio · Franco Bertinetti · Giuseppe Delfino · Armando Dellantonio · Carlo Pavesi · Edoardo Mangiarotti · Italia | Per Carleson · Sven Fahlman · Carl Forssell · Bengt Ljungquist · Berndt-Otto Rehbinder · Nils Rydström · Suecia | Daniel Dagallier Yves Dreyfus Maurice Huet Armand Mouyal Jean-Pierre Muller Claude Nigon Francia         |
| Sable individual    | Rudolf Kárpáti Hungría | Pál Kovács Hungría                                                                                              | Tibor Berczelly Hungría                                                                                  |
| Sable por equipos   | Tibor Berczelly Aladár Gerevich Rudolf Kárpáti Pál Kovács Dániel Magay Bertalan Papp Hungría                                | Jerzy Pawłowski · Wojciech Zabłocki · Zygmunt Pawlas · Andrzej Piątkowski · Marian Kuszewski · Polonia          | Jean Brousse Jacques Lefèvre Jean Levavasseur Bernard Morel Jacques Roulot Jean-François Tournon Francia |

### Femenino
| Evento              | Oro                                                                                       | Plata | Bronce |
| ------------------- | ----------------------------------------------------------------------------------------- | --- | --- |
| Florete individual  | Karen Lachmann Dinamarca                                                                  | Ilona Elek Hungría                                                                                                 | Renée Garilhe Francia                                                                                           |
| Florete por equipos | Ilona Elek Margit Elek Katalin Kiss Magdolna Kovács Zsuzsanna Morvay Magda Zsabka Hungría | Irene Camber · Velleda Cesari · Bruna Colombetti · Marcella de Rubertis · Vera Mantovani · Silvia Strukel · Italia | Catherine Delbarre Renée Garilhe Françoise Gouny Marguerite Lavagne Françoise Mailliard Régine Veronnet Francia |

## Medallero
| Núm. | País      | Oro | Plata | Bronce | Total |
| ---- | --------- | --- | ----- | ------ | ----- |
| 1    | Italia    | 3   | 3     | 2      | 8     |
| 2    | Hungría   | 3   | 2     | 2      | 7     |
| 3    | Francia   | 1   | 1     | 4      | 6     |
| 4    | Dinamarca | 1   | 0     | 0      | 1     |
| 5    | Polonia   | 0   | 1     | 0      | 1     |
| 5    | Suecia    | 0   | 1     | 0      | 1     |
|      | TOTAL     | 8   | 8     | 8      | 24    |